# Vestfonna
Le Vestfonna est une calotte glaciaire de Norvège située sur Nordaustlandet, une île du Svalbard. Par sa superficie de 2 500 km2, le Vestfonna est la troisième calotte glaciaire du Svalbard après l'Austfonna. 
Le Vestfonna est situé sur la Terre de Gustav V, à l'ouest du Nordaustlandet tandis que l'Austfonna est situé à l'est de l'île, principalement sur la Terre de Harald V.